# Aga Khan III.
Aga Khan III. (arabisch آغا خان الثالث; * 2. November 1877 in Karatschi, Britisch-Indien (heute Pakistan); † 11. Juli 1957 in  Versoix, Schweiz), auch bekannt als Sultan Mohammed Shah (arabisch سلطان محمد شاه), war von 1885 bis zu seinem Tod das geistliche Oberhaupt der ismailitischen Nizariten.

## Leben

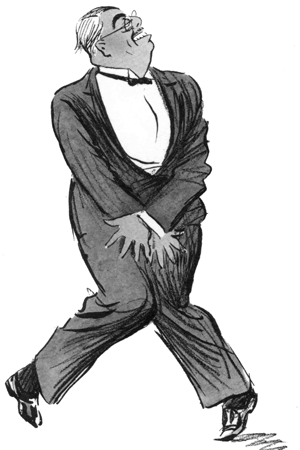
Zeichnung Aga Khan tanzt Charleston des Gesellschaftschronisten der Belle Époque Georges Goursat („Sem“)

Aga Khan III. war der einzige Sohn von Aga Khan II. Unter der Aufsicht seiner Mutter, einer Tochter des iranischen Herrscherhauses, wurde er nicht nur islamisch und orientalisch erzogen, sondern erhielt auch eine gründliche europäische Erziehung, die seinem Vater und Großvater verschlossen geblieben war. Nach dem Tod seines Vaters im Jahr 1885 folgte er ihm als Familienoberhaupt und religiöser Führer der Ismaeliten nach.
Aga Khan unternahm ausgedehnte Reisen, um seine Anhänger zu besuchen, Meinungsverschiedenheiten beizulegen und Rat und Hilfe zu geben. Er war Gründungsmitglied der Indischen Muslimliga, die die Aufteilung des unabhängig gewordenen Indien in zwei Staaten (Pakistan und Indien) befürwortete.
Er erhielt 1897 von Königin Viktoria den Order of the Star of India (GCSI). Weitere Auszeichnungen wurden ihm vom deutschen Kaiser Wilhelm II., vom Sultan des Osmanischen Reiches, vom Schah von Persien und anderen Potentaten verliehen. 1934 wurde er in den britischen Kronrat berufen. 1937 wurde er zum Präsidenten der Genfer Vollversammlung des Völkerbundes gewählt und zog von Bombay nach Genf.
Aga Khan III. ließ den Aga Khan Palace in Pune errichten. Die britischen Kolonialbehörden internierten zeitweise Mahatma Gandhi mit seiner Frau in diesem Palast.
Aga Khan III. züchtete Vollblüter, darunter fünf Sieger im Epsom Derby.

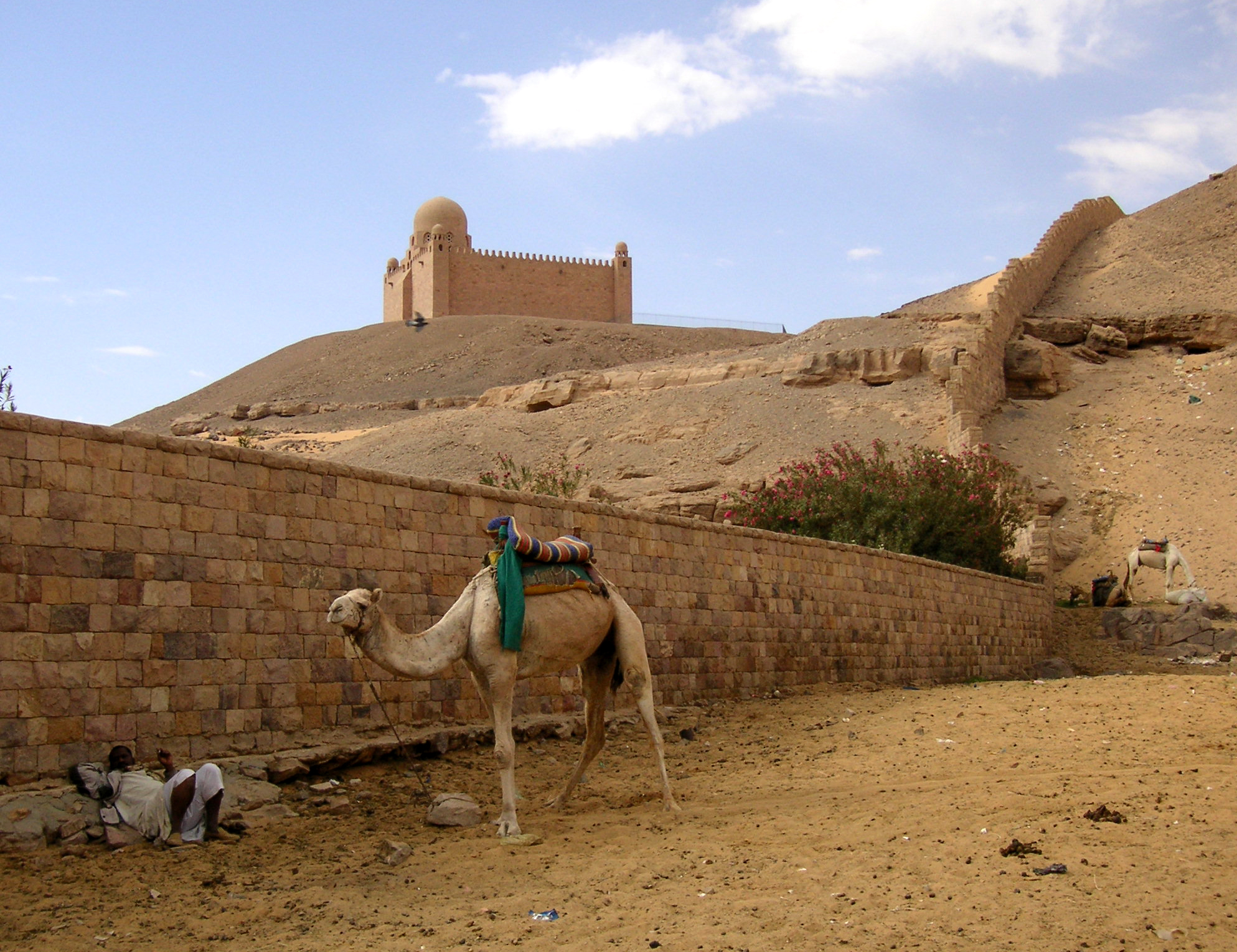
Grabmal Aga Khans III. in Assuan

Er wurde in Assuan (Oberägypten) beigesetzt, wo er viele Jahre lang die Wintermonate verbracht hatte, um Heilung von einem Rheumaleiden zu suchen. Die Begum, seine letzte, aus Frankreich stammende Frau, ließ am westlichen Nilufer ein Mausoleum (⊙) mit Blick über den Nil errichten. Sie wurde später selbst dort beigesetzt.
Nach seinem Tod folgte ihm sein Enkel Aga Khan IV. als Herrscher der Ismaeliten.
Aga Khan III. war viermal verheiratet. 1893 heiratete er Shahazda Begum, 1903 Teresa Magliano, 1929 Andrée Joséphine Carron und 1944 Yvette Blanche Labrousse, die Miss Lyon von 1929 und Miss France von 1930, die den Namen Om Habibah erhielt.